# Century-Klasse
Die Century-Klasse ist eine Baureihe von drei Panamax-Kreuzfahrtschiffen, die von der Reederei Celebrity Cruises bei der Meyer Werft in Papenburg in Auftrag gegeben und zwischen 1995 und 1997 in Dienst gestellt wurden. Charakteristisches Merkmal der Century-Klasse ist die strenge Linienführung mit dem stark geneigten, geraden Vordersteven. Celebrity Cruises musterte die Schiffe zwischen 2009 und 2015 aus. Heute stehen alle Schiffe der Klasse im Dienst von Marella Cruises.

## Geschichte
Im März 1993 bestellte die US-amerikanische Reederei Celebrity Cruises bei der Meyer Werft in Papenburg ein neues Panamax-Kreuzfahrtschiff mit der Option auf zwei weitere baugleiche Neubauten. Die Inneneinrichtung der Schiffe entwarfen die Schiffsarchitekten Jon Bannenberg und John McNeece. Das Typschiff mit der Baunummer S.637 wurde am 2. Oktober 1994 auf Kiel gelegt, im November 1995 abgeliefert und im Dezember des gleichen Jahres unter der Flagge Liberias in Dienst gestellt. Zum Zeitpunkt der Ablieferung gehörte die Century mit einem Preis von circa 320 Mio. US-$ zu den teuersten Kreuzfahrtschiffen der Welt.
Die Kiellegung des zweiten Schiffes mit der Baunummer S.638 erfolgte am 25. Mai 1995. Um die Passagierkapazität zu erhöhen und weitere Bordeinrichtungen zu ermöglichen, wurde der Rumpf um circa 15 Meter verlängert. Das Schiff wurde im November 1996 abgeliefert und ging nach der Überführung nach Miami unter dem Namen Galaxy am 21. Dezember 1996 in Dienst.
Das dritte Schiff der Century-Klasse, die spätere Mercury, ist nahezu baugleich mit der Galaxy. Sie wurde unter der Baunummer S.639 am 6. September 1994 auf Kiel gelegt und am 15. Oktober 1997 abgeliefert.

### Modernisierungs- und Umbaumaßnahmen
Die Schiffe der Century-Klasse wurden während ihrer Einsatzzeit mehrfach modernisiert. Im Frühjahr 2006 wurde die Celebrity Century bei dem italienischen Schiffbaukonzern Fincantieri in Palermo für etwa 55 Mio. US-$ umgebaut. Dabei wurden unter anderem 314 Kabinen mit Balkonen ausgestattet. Um die Stabilität des Schiffes zu gewährleisten, wurde im Heck ein Stahlunterbau – ein sogenannter Ducktail (engl. für „Entenbürzel“) – eingezogen.
Mit der Übergabe der Celebrity Galaxy an TUI Cruises im März 2009 wurden auch die beiden übrigen Schiffe umfangreichen Umbaumaßnahmen unterzogen. Sowohl bei der Celebrity Galaxy, der späteren Mein Schiff, als auch bei der Celebrity Mercury, der späteren Mein Schiff 2, wurden im Trockendock der Lloyd Werft Bremerhaven unter anderem 200 Balkone angebaut sowie 202 Balkone verlängert und zu Veranden ausgebaut. Die Innenbereiche wurden umgestaltet und die Schiffe mit der dunkelblauen Farbgebung und den charakteristischen Schriftzügen versehen. Wegen des zusätzlichen Gewichtes musste die Struktur angepasst und das Heck zum Ausgleich durch einen circa 300 Tonnen schweren Ducktail erweitert werden. Die Arbeiten an der Mein Schiff waren am 4. Mai 2009 abgeschlossen. Die nahezu identischen Umbaumaßnahmen an der späteren Mein Schiff 2 begannen am 14. März 2011 und waren am 20. April 2011 beendet.

### Einsatz
Celebrity Cruises betrieb die für weltweiten Einsatz konzipierten Schiffe der Century-Klasse unter anderem an der amerikanischen Ostküste und in der Karibik. Da die Schiffe den Panamakanal passieren können, kamen sie des Weiteren an der amerikanischen Westküste bis nach Alaska und im Pazifikraum bis nach Ostasien und Ozeanien zum Einsatz.
TUI Cruises setzte die Mein Schiff 1 und die Mein Schiff 2 in den klassischen Kreuzfahrtgebieten Europas (Mittelmeer, Kanarische Inseln, Nord- und Ostsee) sowie in der Karibik und im Persischen Golf ein.
Im Dezember 2013 bestätigte die französische Royal-Caribbean-Tochtergesellschaft Croisières de France (CDF) den Zugang der Celebrity Century. Celebrity Cruises selbst hatte lediglich angekündigt, das Schiff werde Ende 2015 die eigene Flotte verlassen. Anfang Dezember 2014 wurde bekannt, dass die Celebrity Century nicht an CDF, sondern als erstes Schiff an Skysea Cruises, ein neu gegründetes Joint Venture zwischen dem chinesischen Reiseveranstalter Ctrip und Royal Caribbean International übereignet werden soll. Bereits im September 2014 hatte Ctrip die Übernahme des Schiffes Ende April 2015 angekündigt. Das in Skysea Golden Era umbenannte Schiff nahm im Mai 2015 den Betrieb auf.
Im Jahr 2018 übernahm Marella Cruises die Mein Schiff 1 und benannte sie in Marella Explorer um. Im folgenden Jahr folgte die SkySea Golden Era, die nun den Namen Marella Explorer 2 trägt. Im Jahr 2023 übernahm Marella Cruises auch die frühere Mein Schiff 2, die mittlerweile den Namen Mein Schiff Herz trug, und benannte sie in Marella Voyager um.

## Maschinenanlage und Antrieb
Die Schiffe der Century-Klasse sind mit jeweils zwei konventionell aufgebauten dieselmechanischen Antriebsanlagen ausgerüstet. Jede Anlage besteht aus einer Motorengruppe, die sich aus einem Neunzylinder- („Vater“) und einem Sechszylinder-Viertakt-Dieselmotor („Sohn“) des Typs MAN 48/60B zusammensetzt. Sie haben eine Nenndrehzahl von 500/min und sind paarweise über Kupplungen der Bauart „Vulkan-Rato“ mit einem von Renk hergestellten Stirnradgetriebe verbunden. Jede Antriebsgruppe wirkt über eine Propellerwelle (Durchmesser: 614 mm) auf einen 4-Blatt-Verstellpropeller mit einem Durchmesser von 5,80 m. Um Vibrationen und Geräusche zu minimieren, sind Motoren und Getriebe schwimmend gelagert. Abhängig von den jeweiligen Anforderungen (Geschwindigkeit, Wetterbedingungen) kann das Schiff in verschiedenen Antriebskonfigurationen betrieben werden.
Die Stromversorgung erfolgt im Normalbetrieb über vier separate Generatoren, die von 6-Zylinder-Dieselmotoren des Typs MAN 40/54 mit einer Leistung von je 4.320 kW (circa 5.875 PS) angetrieben werden und in einem separaten Maschinenraum untergebracht sind.
Sollten diese Aggregate nicht verfügbar sein, kann über zwei Wellengeneratoren, die an den Hauptgetrieben angeflanscht sind, eine elektrische Leistung von je circa 5.200 kVA bereitgestellt werden. Im Bedarfsfall können diese Generatoren auch als zusätzliche Antriebsmaschinen genutzt und zu den Dieselmotoren hinzugekoppelt werden.
Die Steuerung des Schiffes erfolgt über zwei Aktivruder. Als Manövrierhilfe sind im Bug drei und im Heck zwei Querstrahlanlagen installiert. Jede Anlage hat eine Leistung von 1.400 kW (circa 1.900 PS). Zusammen mit den über Joysticks ansteuerbaren Aktivrudern können die Schiffe auch ohne Schlepperunterstützung bequem manövriert werden. Um Rollbewegungen zu dämpfen, sind ein Paar Blohm & Voss-Stabilisatoren eingebaut. Jede Flosse ist rund 6 m lang und hat eine wirksame Fläche von 15 m².

## Übersicht
| Bauname | Baunummer | IMO     | Ablieferung | Vermessung | Eigner               | Umbenennungen und Verbleib                                                                         |
| ------- | --------- | ------- | ----------- | ---------- | -------------------- | -------------------------------------------------------------------------------------------------- |
| Century | S.637     | 9072446 | Nov. 1995   | 72.458 BRZ | Marella Cruises Ltd. | Celebrity Century (2008) → Skysea Golden Era (2015) → Marella Explorer 2 (2019)                    |
| Galaxy  | S.638     | 9106297 | Nov. 1996   | 76.998 BRZ | Marella Cruises Ltd. | Celebrity Galaxy (2008) → Mein Schiff (2009) → Mein Schiff 1 (2010) → Marella Explorer (2018)      |
| Mercury | S.639     | 9106302 | Okt. 1997   | 77.302 BRZ | Marella Cruises Ltd. | Celebrity Mercury (2008) → Mein Schiff 2 (2011) → Mein Schiff Herz (2019) → Marella Voyager (2023) |

## Galerie

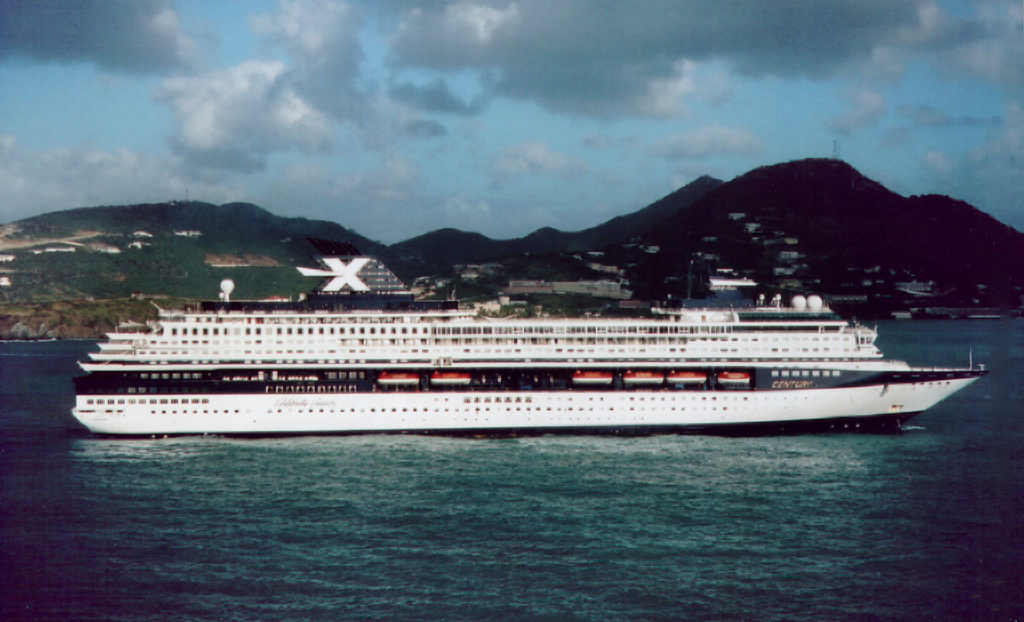
Century (Celebrity Cruises)
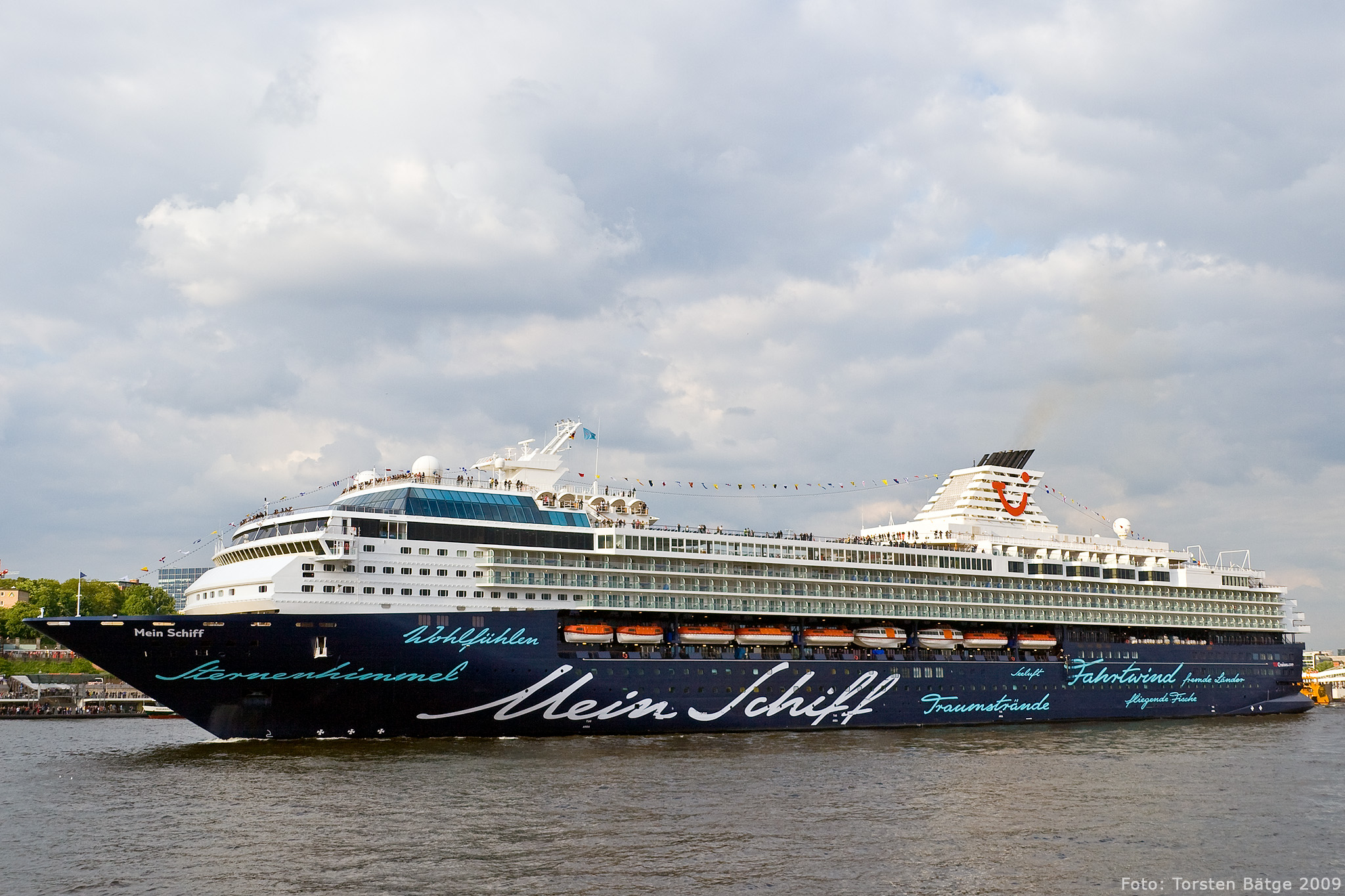
Mein Schiff (TUI Cruises)
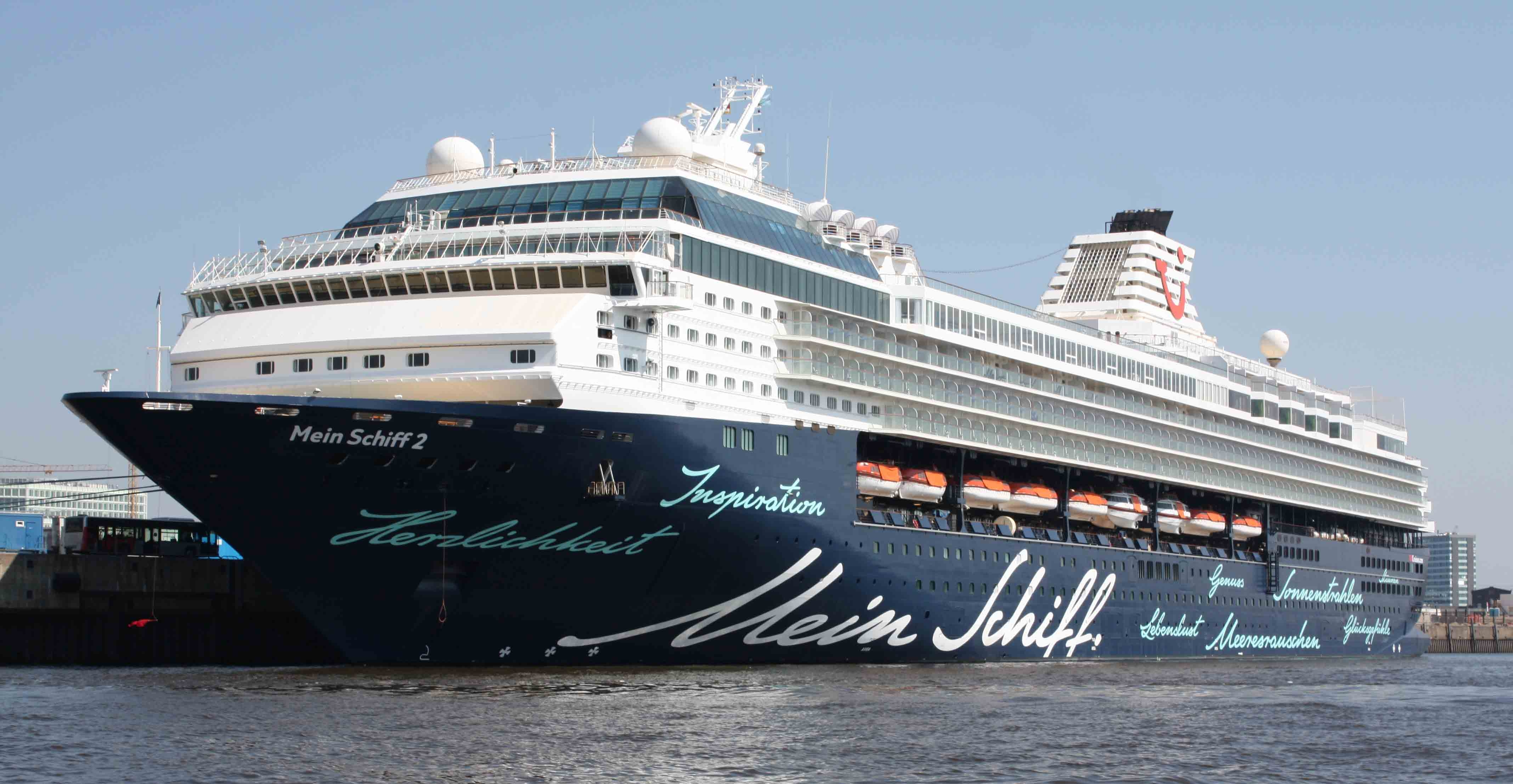
Mein Schiff 2 (TUI Cruises)
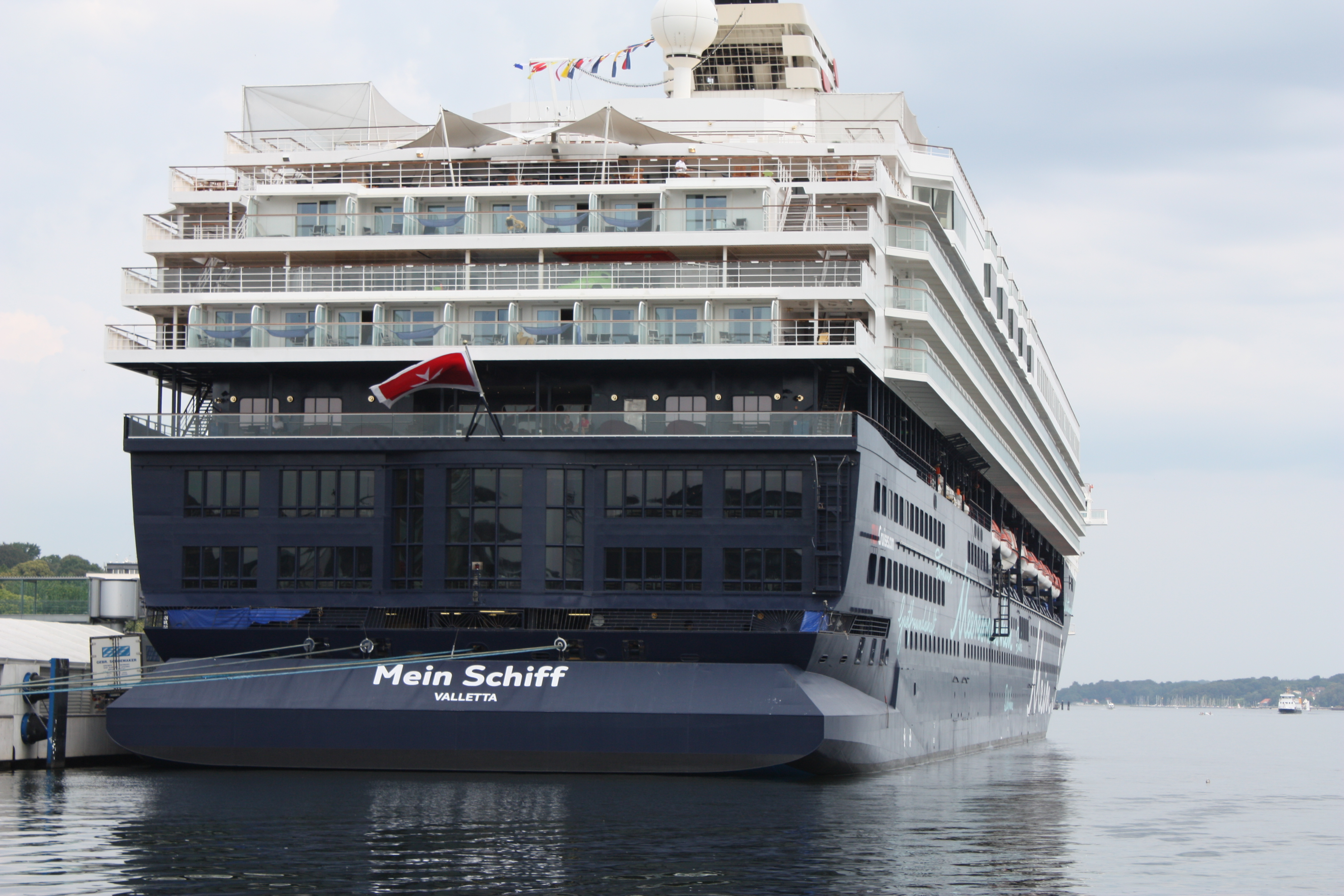
Mein Schiff mit dem Namenszug auf dem Duck-Tail